# 갤럭시 넥서스
구글 갤럭시 넥서스(Google GALAXY Nexus)는 삼성전자가 제조하고, 구글이 판매하는 구글 넥서스 시리즈의 세 번째 안드로이드 스마트폰으로, 넥서스 S의 후속제품이며, 4.0 아이스크림 샌드위치의 레퍼런스 기기이다.
개발 당시 넥서스 프라임으로 불렸으나, 갤럭시 넥서스로 명칭이 바뀌었다.
2011년 10월 19일 홍콩에서 공개하여, 2011년 11월 17일 출시되었다.

## 운영 체제 / 소프트웨어

### 롬의 종류
갤럭시 넥서스는 약주롬과 탁주롬 두 가지 버전이 있으며, 탁주롬은 구글 월렛이 기본적으로 설치되어 있고, 약주롬은 구글 월렛이 기본적으로 설치되지 않은 버전이다.

### 안드로이드 4.0 아이스크림 샌드위치
안드로이드 OS 4.0 아이스크림 샌드위치를 탑재하여 출시했다. 이후 4.0.1, 4.0.2, 4.0.3, 4.0.4로 순차적으로 업그레이드되었다.

### 안드로이드 4.1 젤리빈
2012년 7월 11일에 4.1 젤리빈으로 업그레이드가 시작되었다. 이후 4.1.1, 4.1.2로 순차적으로 업그레이드되었다.

### 안드로이드 4.2 젤리빈
2012년 11월에 4.2 젤리빈으로 업그레이드가 시작 되었다

### 안드로이드 4.3 젤리빈
2013년 7월 24일 4.3 젤리빈으로 업그레이드되었다.
그러나 4.3를 최종으로 OS 업그레이드가 중단되었다.

## 변종

### 대한민국

#### SHW-M420S/K
GT-I9250과 사양은 동일하지만, 약주롬의 변종인 yakjukr이 탑재되었다. (구글 개발자 사이트에서 취급하지 않는다.)

### 미국

#### 버라이즌
CDMA +LTE 구조인 Toro 롬을 사용하며, 구글 로고 대신에 버라이즌 로고가 박힌다. 버라이즌은 이 모델 출시를 위해 갤럭시 S II 출시를 포기했다. 또한 버라이즌 모델은 구글 월렛이 막혀있다.

#### 스프린트
Toro Plus 롬을 사용하며, 유심 카드 슬롯이 없다. 또한 구글 로고 대신에 스프린트 로고가 박힌다.

## 논란
애플은 2012년 2월 12일 미국 캘리포니아법원에서 갤럭시 넥서스의 판매금지 가처분을 신청하였으며, 6월 29일 판매금지 결정이 내려졌으나, 7월 6일 판매금지 처분이 임시 해제되었다.
10월 31일 차기 안드로이드 버전인 4.4 킷캣이 공개됨과 동시에 갤럭시 넥서스는 2013년 7월 24일 공개된 4.3를 최종으로 OS 업그레이드가 중단되었다.
XDA에서 구글에 갤럭시 넥서스의 안드로이드 4.4 업데이트를 요구하는 서명 운동이 진행 중이지만 구글에서는 아직 향후 업데이트 계획이 없다.

## 같이 보기
- 넥서스 S
- 삼성 갤럭시 S II
- 넥서스 4